# Стинсон Вич (Калифорнија)
Стинсон Вич (енгл. Stinson Beach) насељено је место без административног статуса у америчкој савезној држави Калифорнија.

## Демографија
По попису из 2010. године број становника је 632, што је 119 (-15,8%) становника мање него 2000. године.
| Група             | 2000.       | 2010.       |
| Белци             | 702 (93,5%) | 566 (89,6%) |
| Афроамериканци    | 2 (0,3%)    | 3 (0,5%)    |
| Азијати           | 5 (0,7%)    | 14 (2,2%)   |
| Хиспаноамериканци | 27 (3,6%)   | 33 (5,2%)   |
| Укупно            | 751         | 632         |